# قلاغه شريف (سقز)
قرية قَلاغه شريف (بالكردية: قەڵاگەی شەریف) هي إحدى القرى التابعة لـتيله کو في ريف قسم زيويه من مقاطعة سقز، في محافظة كردستان الإيرانية.

## السكان
حسب إحصاءات سنة 2006، بلغ إجمالي السكان في قَلاغه شريف 219 نسمة وعدد المساكن 44 مسكن. لغة سكان قَلاغه شريف هي اللغة الكردية و هم من أهل السنة والجماعة والمذهب الشافعي.